# Kout na Šumavě
Kout na Šumavě är en ort i Tjeckien.   Den ligger i regionen Plzeň, i den västra delen av landet, 130 km sydväst om huvudstaden Prag. Kout na Šumavě ligger 425 meter över havet och antalet invånare är 1 140.
Terrängen runt Kout na Šumavě är platt åt sydväst, men åt nordost är den kuperad. Kout na Šumavě ligger nere i en dal.Runt Kout na Šumavě är det ganska tätbefolkat, med 75 invånare per kvadratkilometer. Närmaste större samhälle är Kdyně, 3,0 km öster om Kout na Šumavě. Omgivningarna runt Kout na Šumavě är en mosaik av jordbruksmark och naturlig växtlighet.